# スーパーバブル

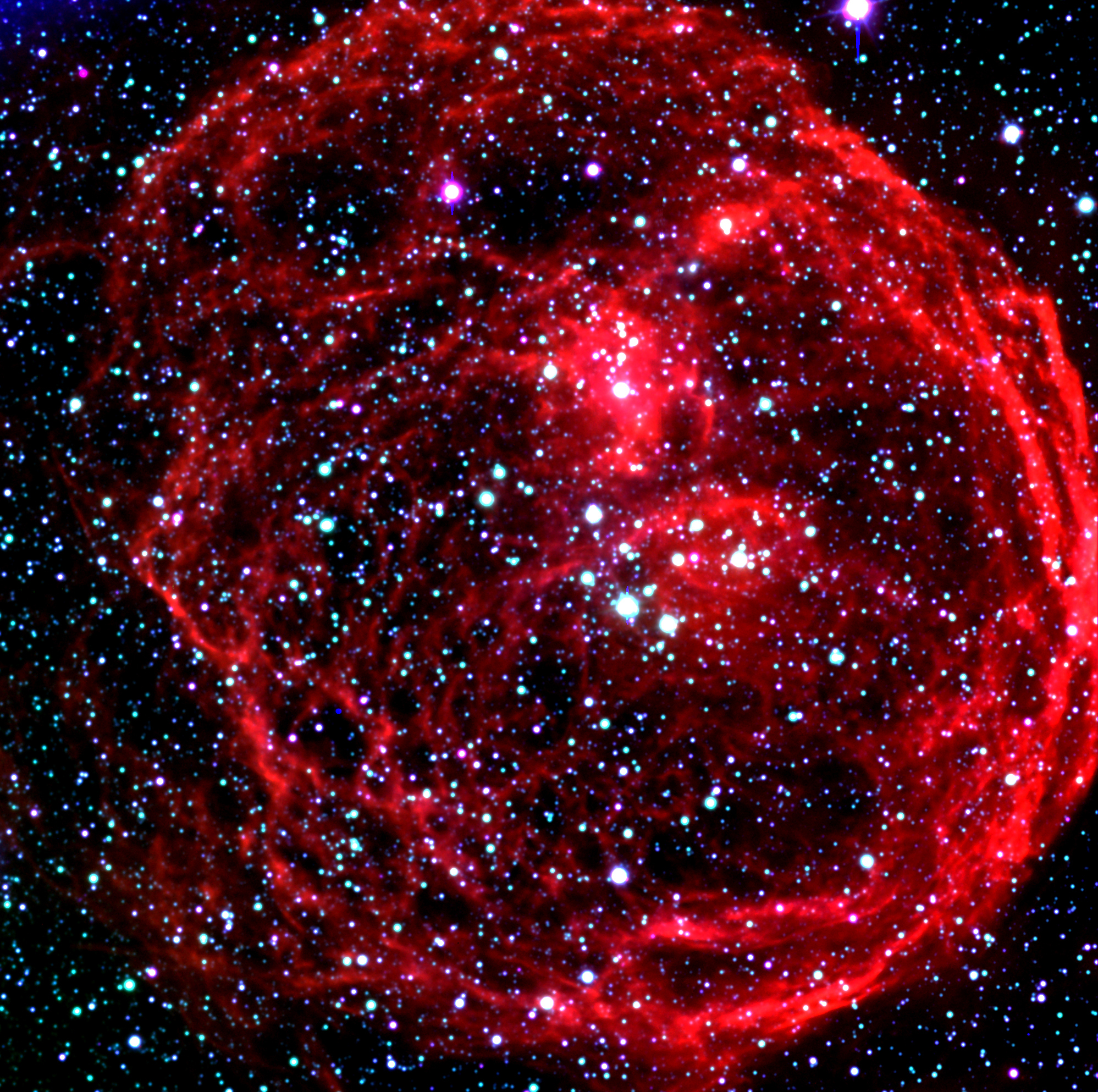
大マゼラン雲の中にあるスーパーバブルHenize 70

スーパーバブル(Superbubble)とは、複数の超新星や恒星風によって星間空間に吹き寄せられた106Kのガスが詰まった、直径数百光年に及ぶ空洞である。太陽系は、局所泡として知られる古いスーパーバブルの中心付近にあり、その境界は数百光年を超えると塵の減光が急激に大きくなることで識別できる。

## 形成
太陽質量の8倍から100倍程度で、スペクトル型がOや初期のBの恒星の多くは、OBアソシエーションと呼ばれるグループの中で見られる。大質量のO型星は恒星風が強く、その寿命の終わりには超新星爆発を起こす。
最も強い恒星風は、超新星爆発に匹敵する1044ジュールもの運動エネルギーを放出する。このような強い恒星風は、直径数十光年の恒星風バブルを形成しうる。同様に超新星残骸はさらに大きい衝撃波を発生し、その速度は秒速数百kmにもなる。OBアソシエーションの恒星は、重力的に結びついておらず、秒速20kmで互いに遠ざかっている。結果として、それらの超新星爆発の多くは、強力な恒星風バブルによって作られた空洞の中で起こる。ここでは可視的な超新星残骸はできないが、エネルギーは衝撃波に変換される。十分に大きなスーパーバブルは銀河円盤全体に達し、そのエネルギーを銀河ハローや銀河間空間に放出する。
スーパーバブルが冷えると内部の星間ガスは一掃され、空洞の周囲に密度の濃い殻を形成する。これらの殻は水素由来の21cm吸収線で初めて観測され、スーパーバブルの形成理論の定式化に繋がった。内部の熱源由来のX線の吸収線やイオン化された殻由来の可視光線の吸収線、塵由来の赤外線の吸収線としても観測される。X線と可視光線の吸収線は、通常若いスーパーバブルで見られ、古くて大きいスーパーバブルでは21cmの吸収線が見られる。そのため、後者を区別してスーパーシェルと呼ぶことがある。
十分に大きいスーパーバブルは銀河円盤全てを吹き飛ばすことができ、そのエネルギーを銀河ハローや外宇宙まで放出することができる。

## スーパーバブルの例
- Anticenter shell:かつて"Snickers"と呼ばれたスーパーシェル
- Henize 70[1]
- 局所泡:太陽系が含まれる
- Monogem Ring[8]
- N44 Superbubble[9]
- Ophiuchus Superbubble[10][11]
- The Scutum Supershell[12]

- Orion-Eridanus Superbubble